# Tornby
Tornby is een plaats in de Deense regio Noord-Jutland, gemeente Hjørring. De plaats telt 1004 inwoners (2020).